# Chandler Riggs
Chandler Carlton Riggs (n. 27 iunie 1999, Atlanta, Georgia, SUA) este un actor și DJ american, cunoscut pentru rolul Carl Grimes din The Walking Dead, un serial de televiziune horror oferit de AMC (2010–prezent).

## Filmografie

### Film
| An   | Titlu           | Rol                  |
| ---- | --------------- | -------------------- |
| 2006 | Jesus H. Zombie | Egon/Zombie          |
| 2009 | Get Low         | Tom                  |
| 2010 | The Wronged Man | Ryan Gregory (7 ani) |
| 2011 | Terminus        | Daniel               |
| 2014 | Mercy           | George Bruckner      |
| 2017 | Keep Watching   | John Mitchell        |

### Televiziune
| An           | Titlu            | Rol         | Note                                            |
| ------------ | ---------------- | ----------- | ----------------------------------------------- |
| 2010–prezent | The Walking Dead | Carl Grimes | Sezoanele 1-8 (rolul principal; 77 de episoade) |
| 2015-2016    | Taking Dead      | El          | 2 episoade                                      |